# Totempo
Totempo A/S var en dansk autoservice-virksomhed, der i de få år, hvor den eksisterede, voksede med enorm hastighed. Virksomheden trådte i januar 2009 i betalingsstandsning, ligesom søsterselskabet Totempo Biler A/S, der var Ford-forhandler, den 22. januar 2009 blev erklæret konkurs. 
Vejhjælpsvirksomheden blev søgt rekonstrueret og videreført, men rekonstruktionen blev kortvarig, og den 29. april 2009 blev der afsagt konkursdekret over selskabet. 
Totempo Biler havde bl.a. profileret sig via et omfattende navnesponsorat af Superisliga-klubben Totempo HvIK, en professionel overbygning på Hvidovre Ishockey Klub.
I marts 2012, blev de to direktører for hhv. Totempo A/S og S.Trading Aps, sigtet for groft bedrageri.
I 2017 blev tre tiltalte frifundet.